# Ufra
Koordinaten: 50° 2′ 54″ N, 10° 12′ 8″ O
Die ufra – Unterfrankenschau Schweinfurt war eine alle zwei Jahre stattfindende Verbrauchermesse für Unterfranken in Schweinfurt. Die Erstveranstaltung war 1975. Seit längerer Zeit fand die ufra in den geraden Jahren und im jährlichen Wechsel mit der Mainfranken-Messe in Würzburg statt. Veranstalter der ufra war die Sandner GmbH Messen + Ausstellungen in Schweinfurt. 
Die ufra fand in üblicher Größe auch im Corona-Jahr 2020 vom 26. September bis 4. Oktober statt, unter Beachtung der Hygieneauflagen. Im April 2023 wurde bekannt, dass die ufra nicht mehr stattfinden wird.

## Beschreibung
Das Messegelände auf dem Volksfestplatz am Sachs-Stadion umfasste 30.000 m². Mit über 400 Ausstellern in 22 temporären Hallen und auf einem Freigelände und mit 70.000 Besuchern gehörte die ufra zu den größten Regionalmessen Frankens. Es handelte sich sowohl um eine Verkaufs- als auch Ausstellungsmesse. Ein Drittel der Aussteller kam aus der Region Main-Rhön, zwei Drittel aus dem übrigen Deutschland und dem angrenzenden Ausland.
Das Angebotsspektrum der Ufra umfasste die Bereiche Bauen, Sanieren, Energie und Umwelt, Wohnen und Einrichten, Garten, Freizeit, Sport, Wellness, Gesundheit, Mode und Kunsthandwerk. Zudem gab es Messestände mit Neuigkeiten aus der Region und ein Rahmenprogramm mit Showbühne.